# Пульгукса
Пульгукса́ (кор. 불국사?, 佛國寺?, буквально «Монастырь буддийской страны») — буддийский монастырь в провинции Кёнсан-Пукто, Республика Корея, в 13 км юго-восточнее города Кёнджу. Монастырь включает в себя семь объектов из списка Национальных сокровищ Кореи: каменные пагоды Таботхап и Соккатхап, мост Чхонгунгё и две позолоченные бронзовые статуи Будды. Считается шедевром буддийского искусства эпохи Силла. Храм в 1995 году был внесён ЮНЕСКО в список Всемирного наследия вместе с гротом Соккурам.

## История
Согласно хроникам, храм на территории современной Пульгукса был впервые построен в 528 году. В Самгук Юса содержится запись о том, что нынешний храм был возведён в 751 году Ким Дэ Соном для умиротворения духа его предков. Строительство было закончено вскоре после его смерти в 774 году. Новый храм получил название Пульгукса (Храм земли Будды).
Во эпоху династии Корё и ранней династии Чосон храм был частично перестроен. Во время Имждинской войны в период между 1592 и 1598 годами деревянные строения были сожжены. В 1604 году началась реконструкция и расширение храма. До 1805 года было проведено около 40 строительных и восстановительных работ. Во время японского колониального правления 1910—1945 годов японцы начали реставрацию храма, которая, однако, не была доведена до конца.
После Второй мировой войны и Корейской войны, в 1966 году, началась частичная реставрация храма. Вскоре после этого президент Южной Кореи Пак Чон Хи начал общую перестройку храма, после чего Пульгукса приобрела современный вид.

## Структура
Соккемун, вход в храм, имеет два лестничных пролёта и мост, занесённый в список Национальных сокровищ под номером 23. Лестницу образуют 33 ступени, символизирующие 33 шага к просветлению. Нижняя часть, Чхонунгё, состоящая из 17 ступеней, имеет в длину 6,3 метра. Верхняя часть Пэгунгё длиной 5,4 метра состоит из 16 ступеней. Лестницы ведут к воротам Чахамун.
Во дворе храма находятся две пагоды, что необычно для буддийских храмов Кореи. Трёхэтажная пагода Соккатхап (Пагода Сакьямуни) высотой 8,2 метра представляет собой каменную пагоду, сделанную в традиционном корейском стиле с простыми линиями и минимальным набором украшений. Возраст Соккатхап — более XIII веков. Таботхап (Пагода сокровищ) высотой 10,4 метра, в отличие от Соккатхап, известна своим изысканным орнаментом. Её изображение можно встретить на южнокорейских монетках номиналом 10 вон. Табодап и Соккадап входят в список национальных сокровищ под номерами 20 и 21 соответственно.
Главный зал храма — Тэунджон (Зал великого просветления). Таботхап и Соккатхап находятся перед этим залом. Зал является святилищем Будды Сакьямуни и был построен в 681 году. За главным залом находится Мусольджон (Зал молчания). Этот зал называется так из-за верования, согласно которому учения Будды не могут распространяться лишь словами. Это одна из старейших построек храма Пульгукса, датирующаяся 670 годом.

## Первая в мире печатная книга
В 1966 году в храме был найден ксилографический текст «Сутра великого заклинания незапятнанного чистого света», датируемый примерно 704—751 годами н.э. Свиток напечатан на японской бумаге размером 8 × 630 см и является самым ранним образцом печатной книги в мире.

## Галерея

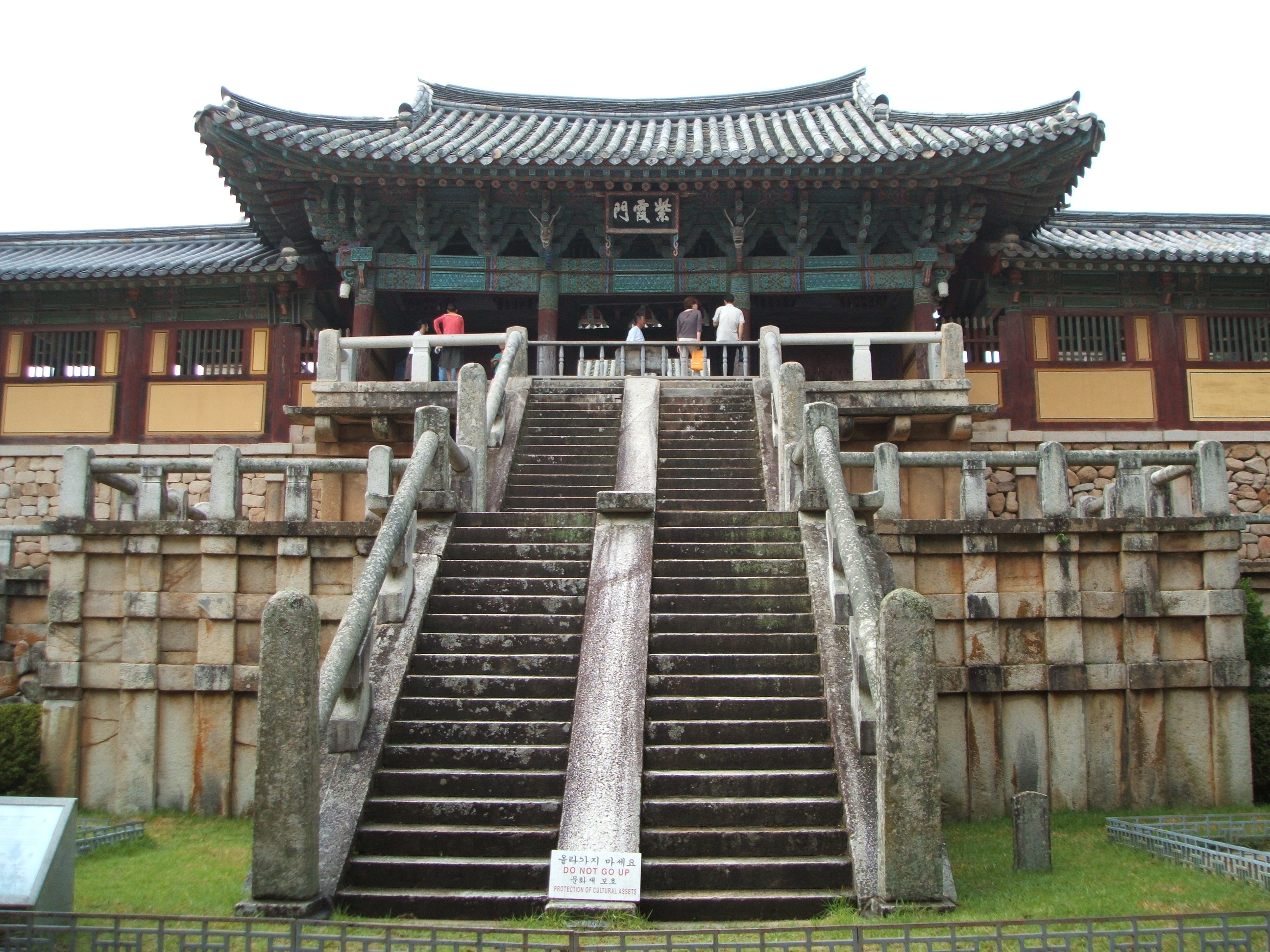
Пэгунгё
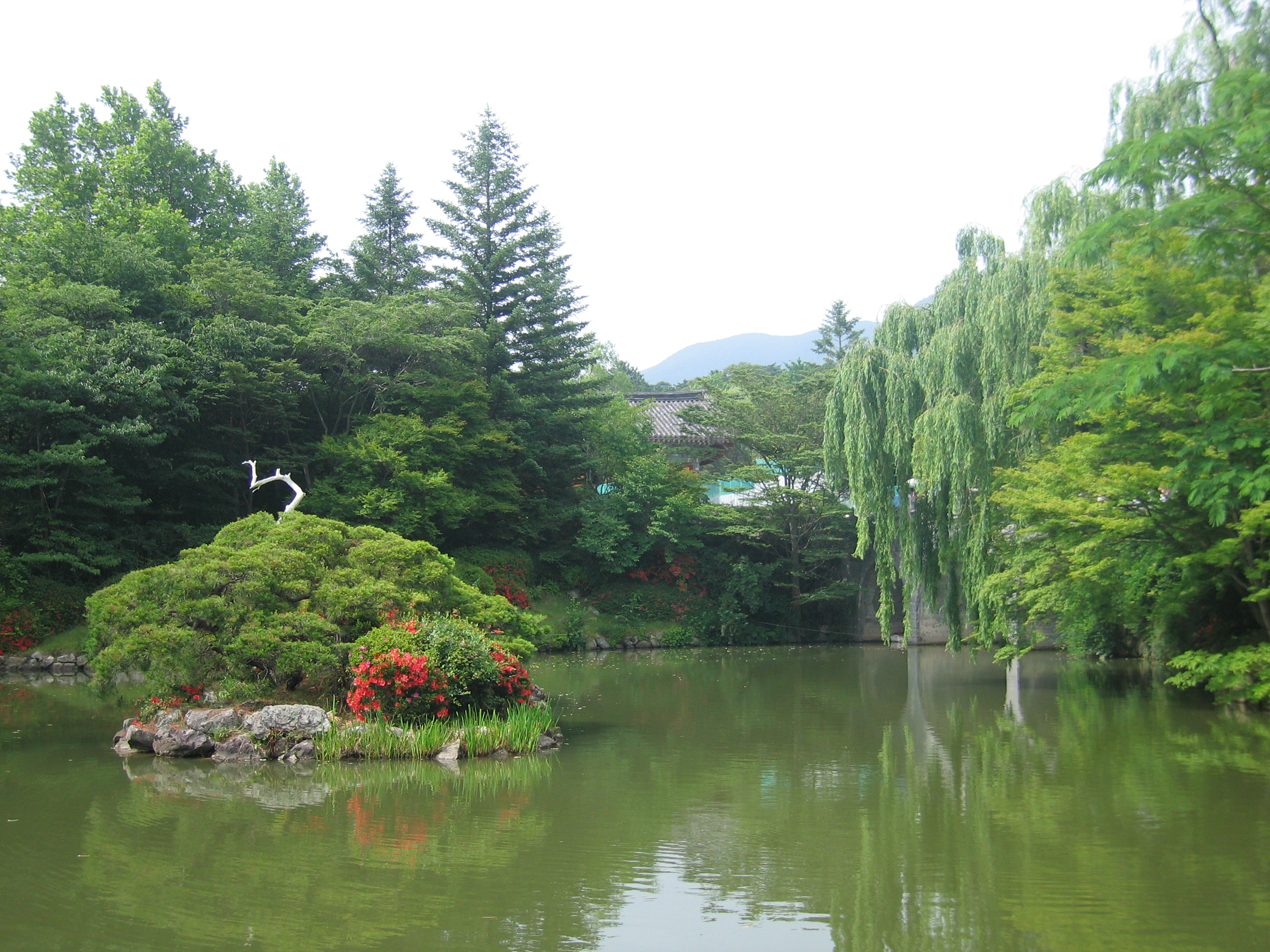
Сад во дворе храма
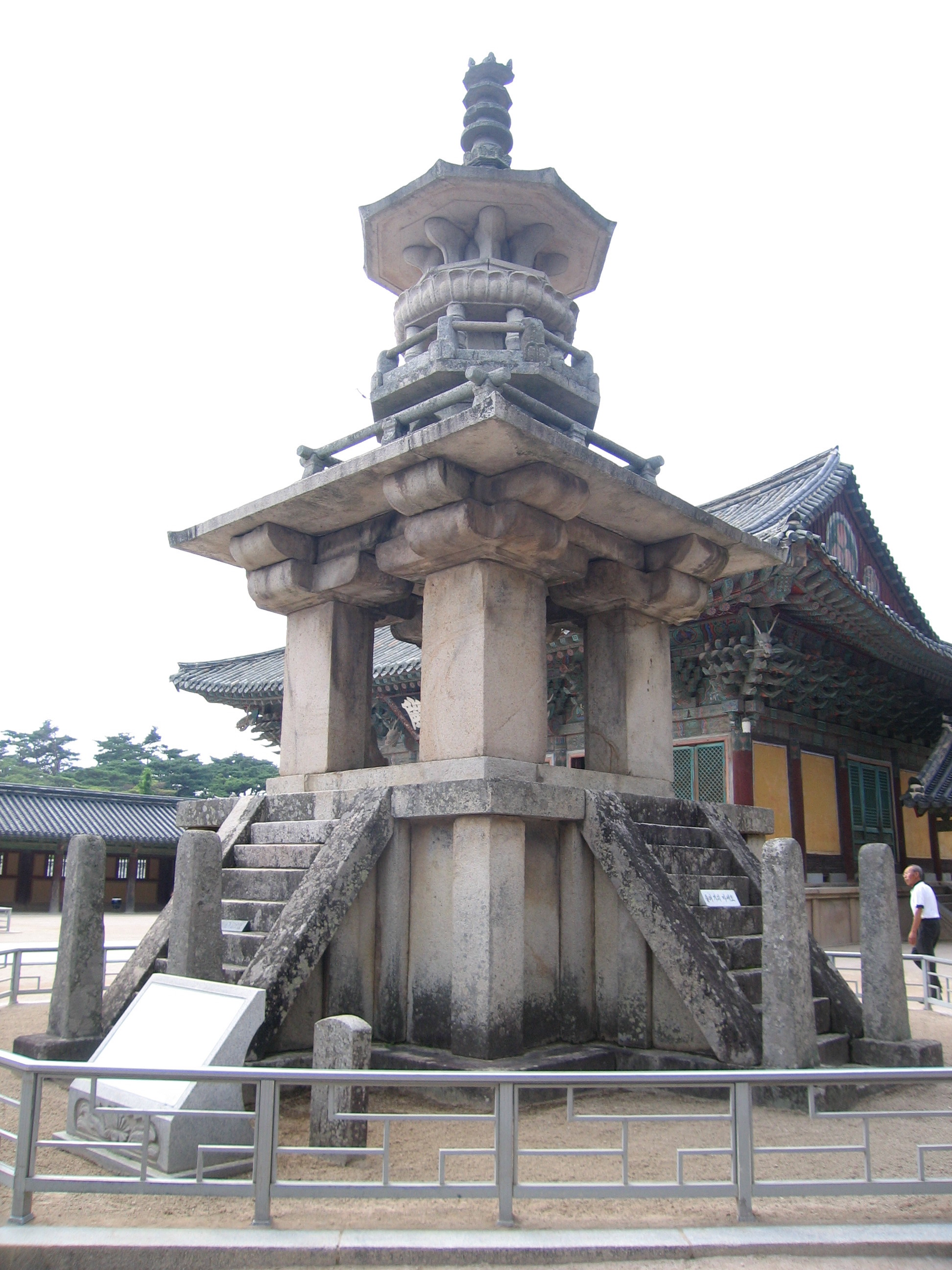
Пагода Таботхап
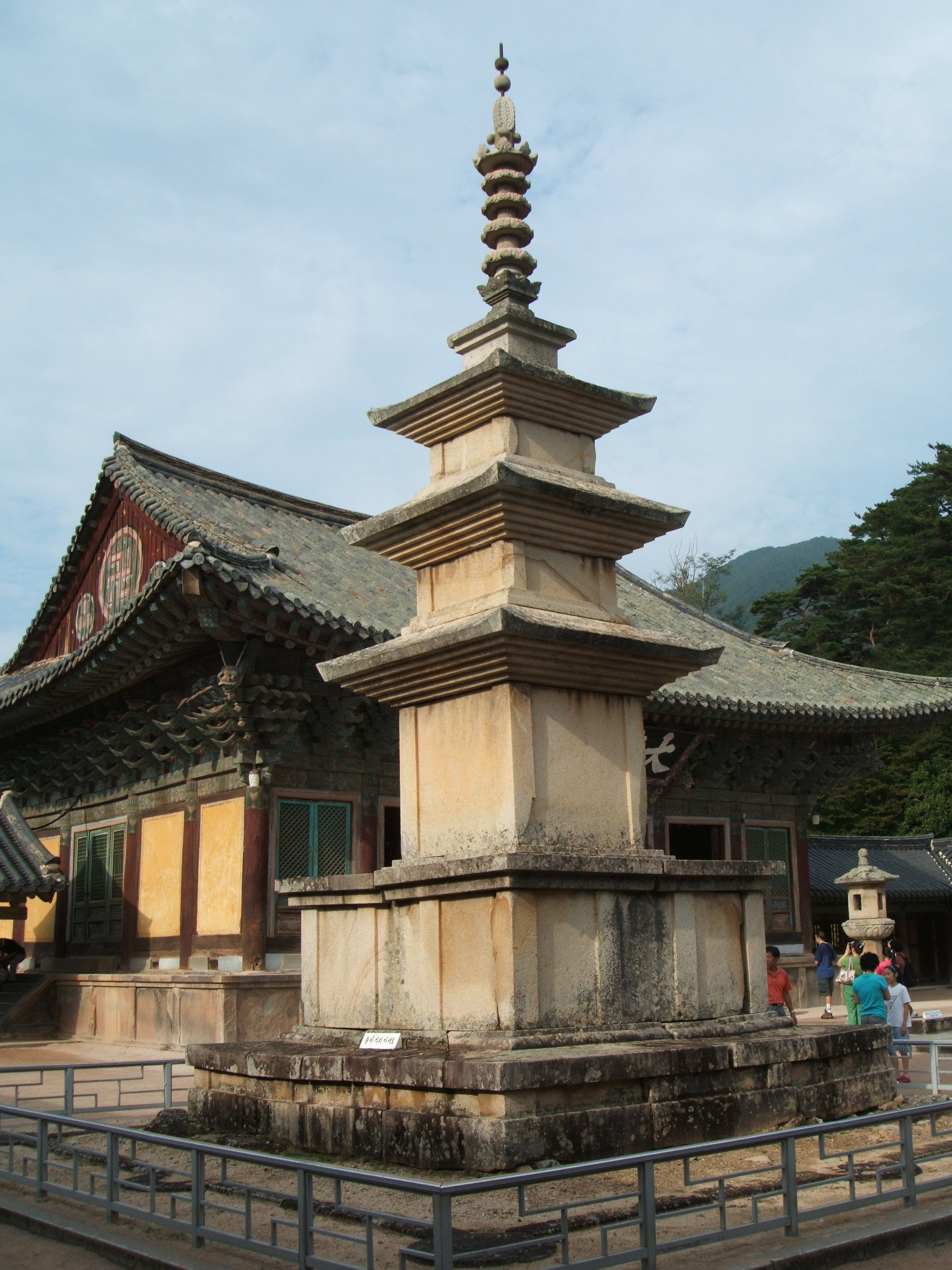
Пагода Соккатхап
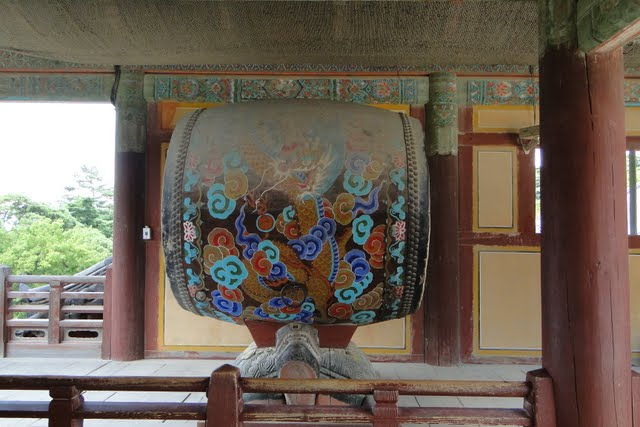
Барабан